# Charles Maitland (3e comte de Lauderdale)
Charles Maitland, 3e comte de Lauderdale, Charles Maitland de Haltoun; Lord Haltoun (vers 1620 - 9 juin 1691), est le deuxième fils de John Maitland, 1er comte de Lauderdale (mort en 1645). Le Grand Sceau d'Écosse (en) le présente comme troisième fils.

## Biographie
Maitland naît vers 1620 à Lethington de John Maitland (1er comte de Lauderdale) et Isabel Seton. Après la mort de son beau-père, Richard Lauder de Haltoun, en novembre 1675, il adopte officiellement la désignation territoriale de Charles Maitland de Haltoun, bien qu'il ait reçu la baronnie de Haltoun établie en fief sur son beau-père le 4 décembre 1660.

### Carrière
Peu de temps après la restauration du roi Charles II (4 décembre 1660), Charles Maitland est nommé seul capitaine général de la Monnaie, à vie, puis conseiller privé le 15 juin 1661. Il est élu l'un des commissaires du comté d'Édimbourg et Lord des Articles au parlement de 1669. Le 1er (ou 8) juin 1670, il est admis comme Lord ordinaire et sénateur du Collège de justice sous le nom de Lord Haltoun . En février 1671, il succède à William Bellenden comme député du Trésor. Peu de temps après, à la suite de la querelle entre John Maitland, 1er duc de Lauderdale et le comte de Tweeddale (en), il devient l'assistant principal de son frère dans la gestion des affaires écossaises.
Par la charte de Novodamus de 1676, ratifiée plus tard par le Parlement écossais, le roi Charles II accorde à Charles Maitland, Lord Haltoun, « la charge de porter nos insignes dans notre royaume d'Écosse ». (Mais en 1952, le Lord Lyon décide que le droit du comte de Lauderdale est de porter le sautoir en tant que porteur du drapeau national de l'Écosse, tandis que le comte de Dundee, en tant que porteur de la bannière royale, porte l'étendard royal du lion rampant ).
Dans un document présenté par le duc d'Hamilton au roi Charles II en 1679, il détaille les griefs dont souffre alors l'Écosse et se plaint que Lord Haltoun est « autoritaire et insolent à l'extrême ». Après la chute de John Maitland (1er duc de Lauderdale), les ennemis de Lord Haltoun commencent à l'attaquer. En juillet 1681, il est accusé de parjure devant le Parlement, et les poursuites ne sont interrompues que par l'ajournement du Parlement. En novembre de cette année-là, une lettre est obtenue du roi par laquelle il est privé de l'honneur de présider le Conseil, dont, en l'absence du Lord Chancelier et du Lord du sceau privé, position qu'il semble avoir occupée auparavant. Parallèlement, les comptes du Trésor vont être examinés.

### Poursuites
En juin 1682, une commission, composée principalement de ses ennemis, est nommée pour enquêter sur la frappe de monnaie et l'Hôtel de la Monnaie. Sur la base de leur rapport, il est démis de ses fonctions et le Lord Advocate est sommé de poursuivre contre lui, soit civilement, soit pénalement, pour malversation. L'affaire est jugée par la Cour de session qui, le 20 mars 1683, condamne  John Falconer et lui-même à une amende de 72 000 £ sterling, une somme énorme pour l'époque. Le roi réduit la pénalité à 20 000 £ sterling, ordonnant que 16 000 £ soient payés au Lord Chancelier et 4 000 £ à Graham de Claverhouse. Ces deux derniers se disputent le partage du butin, mais Claverhouse obtient enfin les terres de Dudhope et la gendarmerie de Dundee, ce qui lui vaut, sous le règne suivant, le titre le plus honorable sous lequel l'histoire le connaît.
Lord Haltoun succède à son frère comme comte de Lauderdale en 1683 et il est réadmis conseiller privé le 11 mars 1686.

### Famille
Charles Maitland épouse, le 18 novembre 1652, Elizabeth, fille cadette de Richard Lauder de Haltoun (près de Ratho), shérif principal d'Édimbourg, entre autres, propriétaire de Haltoun House et de ses terres, ainsi que de vastes propriétés à Lauder. Celles-ci ont toutes été transmises aux Maitland lors de son mariage, la fille aînée de Lauder ayant reçu pour sa part une dot en argent. En vertu d'une charte très détaillée du Grand Sceau d'Écosse, confirmée à Whitehall, à Londres, le 4 décembre 1660, Charles Maitland et ses héritiers mâles par son mariage sont tenus de « prendre le nom de Lauder et de porter les armes de Lauder de Haltoun ». Conformément à cette charte, John Maitland, 2e fils de Charles Maitland, reçoit le titre de baronnet de la Nouvelle-Écosse sous le nom de Sir John Lauder. Comme prévu dans la charte, lorsque Sir John hérite du comté de Lauderdale, à la mort de son frère aîné Richard, il reprend le nom de famille de Maitland.
Le troisième comte de Lauderdale décède à Haltoun House (en). Il laisse six fils et deux filles. Son fils aîné et héritier est Richard Maitland (4e comte de Lauderdale) (en). Parmi ses filles : Isobel épouse John, 8e Lord Elphinstone, et Mary épouse Charles Carnegie (4e comte de Southesk) (en).